# Hydrovatus yagii
Hydrovatus yagii là một loài bọ cánh cứng trong họ Bọ nước. Loài này được Kitayama, Mori & Matsui miêu tả khoa học năm 1993.